# Крымшамхалов, Ислам Пашаевич
Князь Ислам (Ислам-Бий) Пашаевич Крымшамхалов, Ислам Тебердичи (карач.-балк. Кърымшаухалланы Пачаны джашы Ислам, Тебердичи Ислам; 31 марта 1864 года, аул Карт-Джурт, Кубанская область — 31 декабря 1911 года, Ялта, Таврическая губерния) — карачаевский поэт, художник, энтузиаст народного просвещения. Происходил из княжеского карачаевского рода Крымшамхаловых

## Биография
Родился 31 марта 1864 года в Большом Карачае (Кубанская область). Происходил из рода влиятельных карачаевских князей Крымшамхаловых. Прадед Ислама в начале XIX века был валием (правителем) Карачая и управлял им в период его вхождения в состав Российской империи.
После ранней смерти своей матери княжны Джюзек Урусбиевой воспитывается в семье дяди, князя Исмаила Мырзакуловича Урусбиева, где и получает домашнее образование. Как мусульманин, он читал Коран и прекрасно знал по-арабски, хотя специального образования не получил и нигде не учился.
В 1877 году вступает в Ставропольскую гимназию, проводит в ней два года, и в 1880 году поступает на службу в Петербург в императорский Конвой в возрасте 16—17 лет. За время службы изучает русскую и мировую культуру, тогда же начинает писать стихи и рассказы.
После возвращения из Петербурга продолжает литературную деятельность. За время службы знакомится с художниками-передвижниками, у которых позже учится изобразительному искусству.
В 1892 году переезжает в Теберду, основывает там оздоровительный посёлок. Кроме того, вместе с друзьями в тот же период времени организовывает творческий кружок.
В 1905 году выступает против российской политики по отношению к народам Кавказа. Живёт в Москве, учится в художественной школе. Позже вынужден уехать из города по состоянию здоровья.
Умер в Ялте в конце 1910 — начале 1911 года.